# Białobrzeski (Adelsgeschlecht)

Das Adelswappen der Familie Białobrzeski, Wappengemeinschaft Abdank

Białobrzeski ist der Name eines polnischen Adelsgeschlechts, das der Wappengemeinschaft Abdank angehörte. Der Legende nach gehörte die Familie zu Gesandten von Bolesław III. Schiefmund. Nach Angaben aus dem Jahre 1998 leben circa 2000 Einwohner in Polen, die den Namen Białobrzeski tragen. Diese leben in Gebieten um Warschau und Breslau, aber vor allem im Nordosten Polens. Zur Herrschaftszeit von Johann III. Sobieski waren Familienmitglieder der Białobrzeskis offizielle Delegierte der Sejmik im Sejm. 
Nach den Drei Teilungen Polens gehörten den Białobrzeskis nur noch wenig Land und einige Immobilien (z. B. in Tuszyn). Als Folge der Aufstände im 19. Jahrhundert im aufgeteilten Polen verloren die Białobrzeskis noch mehr Land.
Eines der bekanntesten Mitglieder der Familie, die in der Woiwodschaft Sieradz lebte, ist Kazimierz Białobrzeski, der maßgeblich an der Einführung des Telefonnetzes in Polen vor dem Zweiten Weltkrieg beteiligt war.